# بتل پس

نمونه ای از صفحه بتل پس در بازی فورتنایت بتل رویال،نشان دهنده سیستم پاداش چند لایه آن است.

در صنعت بازی‌های ویدئویی بتل پس (به انگلیسی: Battle pass) یک نوع روش کسب درآمد است که محتوای اضافی بازی را (معمولاً) از طریق سیستم طبقه‌بندی شده به کاربر ارائه می‌کند، بازیکن پس از تکمیل چالش‌های خاص یا انجام موارد گفته شده در بتل پس، پاداش دریافت می‌کند. شروع استفاده از این روش به بازی دوتا ۲ در سال ۲۰۱۳ بر می‌گردد، استفاده از مدل بتل پس بیشتر از اواخر سال ۲۰۱۰ به عنوان جایگزینی برای هزینه‌های اشتراکی و لوت باکس‌ها استفاده بیشتری شد.
برخی بتل پس‌ها راه‌های رایگان برای کسب پاداش‌ها ارائه می‌دهند که برای همه کاربران در دسترس است اما در ازای پرداخت هزینه یک ساله یا فصلی، برخی راه‌های کسب پاداش مثل آیتم‌های با ارزش تر یا وسایل تزئینی برای بازیکن ارائه می‌شود.

## تصویر کلی
درون یک بازی ویدیویی، یک بتل پس ممکن است برای بازیکن به صورت رایگان پیشنهاد شود، یا ممکن است از بازیکن بخواهد آن را از طریق تراکنش‌های خرد خریداری کند. پس از خریدن، بتل پس تعدادی ردیف پاداش (به انگلیسی: reward tier) به بازیکن ارائه می‌دهد؛ با کسب تجربه کافی (XP) برای تکمیل ردیف، بازیکن جوایز پیشنهادی در آن رده را کسب می‌کند. به‌طور معمول این جوایز ماهیت تزئینی دارند، مانند گزینه‌های سفارشی سازی شخصیت و سلاح (که به آنها «پوسته» (اسکین) گفته می‌شود)، ایموت و سایر عناصر که تأثیری در قدرت گرفتن بازیکن ندارند و فقط جنبه تزئینی دارند. جوایز مرغوب تر در ردیف‌های بالاتر ارائه می‌شود، که راهی را به بازیکنان ارائه می‌دهد تا این گزینه‌های سفارشی سازی منحصر به فرد را به عنوان سمبل وضعیت به دیگر بازیکنان نشان دهند. تجربه (ٓXP) از طریق گیم پلی و غالباً از طریق چالش‌های درون بازی بدست می‌آید، در حالی که برخی از بازی‌ها راهی برای تسریع در پیشرفت ارائه می‌کنند مانند استفاده از تراکنش‌های خرد. در بازی‌هایی که هم بتل پس رایگان و هم بتل پس خریدنی ارائه می‌دهند، بتل پس رایگان ممکن است دارای ردیف‌های بسیار محدودی باشد یا جوایز کمی را ارائه دهد.بتل پس و جوایز موجود در آن، فقط برای مدت زمان محدودی در دسترس هستند، معمولاً چند ماه، و پس از شروع فصل جدید، بتل پس جدید با جوایز جدید در دسترس قرار می‌گیرد. بیشتر جوایز بتل پس، پس از اتمام فصل غیرقابل دستیابی است. بسته به بازی، برای بتل پس‌ها اصطلاحات مختلفی به کار می‌برند. به‌طور مثال در راکت لیگ, پلیرآن‌ناونز بتل‌گراندز و فورتنایت: نجات دنیا بتل پس‌ها به ترتیب "راکت پس", "Survivor Pass" و "Ventures level" نام دارند.